# Christian Hülsmeyer
Christian Hülsmeyer (1881-1957) és un inventor alemany que va treballar sobretot el principi del radar. En desenvolupa un avantpassat anomenat " Telemobiloskop el 1904. Malgrat l'èxit del seu dispositiu, a les autoritats del país no els interessa el seu invent i s'enfonsa en l'oblit.

## Biografia
Hülsmeyer va néixer el 25 de desembre de 1881 a Eydelstedt, al nord d'Alemanya, fill d'un fuster. Resulta ser un estudiant especialment dotat. Procedent d'una família molt modesta, la seva mestra posa en pràctica mitjans que li permetin continuar els seus estudis, deixant-los els nens cap als 12 anys. Després de la seva educació primària, va ser enviat a un col·legi de formació de professors a Bremen. Allà va experimentar per primera vegada al laboratori amb els principis de l'electricitat i un cop acabats els seus estudis, va buscar feina amb Siemens-Schuckert..

## Invenció
Hülsmeyer va treballar durant uns dos anys a Siemens-Schuckert, en particular en equips elèctrics per a vaixells. Després de la mort d'un amic en un xoc entre vaixells, va abandonar l'empresa per anar a Düsseldorf amb la idea d'un dispositiu per detectar obstacles marítims mitjançant ones de ràdio. Hi va treballar sol i el 1904 va obtenir una patent (Reichspatent Nr. 165546). Ella" Telemobiloskop utilitza un transmissor d'espurna per produir una ona de ràdio. Aquesta està orientada en direcció per una antena multipolar. L'ona que va colpejar un obstacle metàl·lic, com un vaixell, es va reflectir parcialment cap a la font on dues antenes dipols van servir com a receptor que va sonar una campana en ser detectada. Aquest sistema podria detectar l'azimut aproximat de vaixells fins a 3 quilòmetres de distància, sense poder determinar la distància. El mateix any, Hülsmeyer va utilitzar el seu "Telemobiloscopi" a la part superior d'una torre i va fer un estudi vertical per trobar l'angle d'elevació del retorn màxim, que donava, per simples consideracions geomètriques tenint en compte la curvatura de la terra, la distància aproximada. del vaixell.
Hülsmeyer va fer una demostració a Alemanya i als Països Baixos. Tanmateix, l'armada alemanya no va quedar impressionada, ni es va acostar a cap de les companyies navilieres. Un problema era que quan hi havia un trànsit de vaixells intens al voltant del transmissor, el senyal de retorn experimentaria múltiples reflexions. A més, l'abast era limitat, de fet inferior a l'abast del soroll del motor d'un vaixell, i el dispositiu bastant difícil d'utilitzar. Va tornar a treballar i el 16 de gener de 1906 va obtenir una segona patent (aquesta americana) d'una versió millorada que permetia filtrar els ecos paràsits.
La manca d'interès de les autoritats per aquesta millora va fer que l'aparell s'enfonsés en l'oblit. Amb l'enfonsament del Titanic el 1912 i la Primera Guerra Mundial el 1914, un es pregunta com l'invent d'Hülsmeyer podria haver canviat el món.